# Rawya Ateya
Rawya Ateya,  (19 de abril de 1926-9 de mayo de 1997) fue una política egipcia, conocida por haber sido la primera mujer egipcia en acceder al Parlamento.

## Trayectoria
Su padre era el Secretario General del Partido Wafd. Ateya se graduó en Educación, en Psicología, en Estudios Islámicos y en Periodismo. Fue la primera mujer en servir como oficial en el ejército egipcio, en 1956. 
Entrenó a 4.000 mujeres en primeros auxilios y enfermería para heridos de guerra. Alcanzó el rango de capitán en una compañía femenina. Fue la Presidenta de la Sociedad de Mártires y Soldados y se ganó el título de Madre de los combatientes mártires.
Gracias a la Constitución de 1956, que les concedió a las mujeres el derecho al voto,  Ateya fue candidata al Parlamento por el Partido Nacional Democrático y ocupó su asiento en la Asamblea del Pueblo Egipcio el 14 de julio de 1957.
Falleció el 9 de mayo de 1997, a la edad de 71 años.